# Out of Style
Out Of Style – trzeci album studyjny fińskiej grupy Sunrise Avenue.

## Lista utworów
1. „Hollywood Hills” – 3:30
2. „Damn Silence” – 4:06
3. „Somebody Help Me” – 4:22
4. „I Don't Dance” – 3:24
5. „I Gotta Go” – 3:10
6. „Stormy End” – 4:04
7. „Kiss Goodbye” – 4:25
8. „Sex & Cigarettes” – 3:15
9. „The Right One” – 4:21
10. „Out of Tune” – 3:43
11. „Angels on a Rampage” – 4:16
12. „Sweet Symphony” – 6:35